# Пезаро-е-Урбіно
Провінція Пезаро та Урбіно (італ. Provincia di Pesaro e Urbino) — провінція в Італії, у регіоні Марке.
Площа провінції — 2 892 км², населення — 367 439 осіб.
Адміністративні центри провінції — міста Пезаро та Урбіно.

## Географія

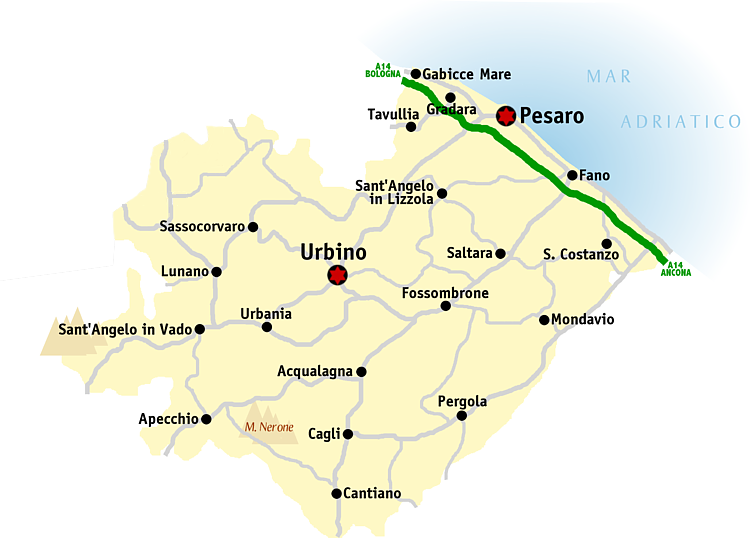
Мапа провінції

Межує на півночі з регіоном Емілія-Романья (провінцією Ріміні і провінцією Форлі-Чезена) і з Республікою Сан-Марино, на південному сході з провінцією Анкона, на південному заході з регіоном Умбрія (провінцією Перуджа), і на заході з регіоном Тоскана (провінцією Ареццо).